# Roman Jakóbczak
Roman Józef Jakóbczak (ur. 26 lutego 1946 we Wrześni) – polski piłkarz grający na pozycji pomocnika, reprezentant kraju, trener.

## Kariera trenerska
Były zawodnik i trener m.in. Lecha Poznań. Idol poznańskich kibiców, szczególnie ceniony za egzekwowanie stałych fragmentów gry, w których wykazywał się niespotykaną siłą uderzenia, jednym ze szczególnych osiągnięć było strzelenie wszystkich czterech bramek w meczu z Wisłą Kraków.

## Kariera reprezentacyjna
W reprezentacji Polski w latach 1974–1976 rozegrał 5 meczów, w których strzelił 2 gole. Członek polskiej kadry na Mistrzostwa Świata 1974. Na niemieckim Mundialu nie zagrał ani jednego meczu.
| lp. | Data       | Miejsce  | Przeciwnik        | Rezultat | Rozgrywki     | Grał   | Uwagi |
| --- | ---------- | -------- | ----------------- | -------- | ------------- | ------ | ----- |
| 1.  | 15.05.1974 | Warszawa | Grecja            | 2:0      | Towarzyski    | 90'    | Gol   |
| 2.  | 09.10.1974 | Warszawa | Finlandia         | 3:0      | El. Euro 1976 | od 53' |       |
| 3.  | 31.10.1974 | Warszawa | Kanada            | 2:0      | Towarzyski    | do 45' | Gol   |
| 4.  | 26.03.1975 | Poznań   | Stany Zjednoczone | 7:0      | Towarzyski    | 90'    |       |
| 5.  | 26.05.1976 | Poznań   | Irlandia          | 0:2      | Towarzyski    | od 46' |       |